# Eusphaeriodesmus prehensor
Eusphaeriodesmus prehensor är en mångfotingart som först beskrevs av Pocock 1909.  Eusphaeriodesmus prehensor ingår i släktet Eusphaeriodesmus och familjen Sphaeriodesmidae. Inga underarter finns listade i Catalogue of Life.